# Modiolus philippinarum
Modiolus philippinarum is een tweekleppigensoort uit de familie van de Mytilidae. De wetenschappelijke naam van de soort is voor het eerst geldig gepubliceerd in 1843 door Hanley.
Rechter en linker klep van hetzelfde exemplaar:

Rechter Klep
Linker Klep